# Uporabniški vmesnik
Uporábniški vmésnik (angleško user interface, kratica UI) je okolje, v katerem uporabnik komunicira z napravo - to so lahko meniji, vnosni obrazci, sporočila o napakah in postopki preko vhodnih naprav. V uporabi so predvsem grafični uporabniški vmesniki in vmesniki z ukazno vrstico.

## Grafični vmesniki
Grafični uporabniški vmesnik je vmesnik, ki uporablja ikone (majhne sličice) in uporabniku omogoča izbiro menijskih ukazov z miško. Za grafični uporabniški vmesnik se uporabljata dve kratici: GUI (graphical user interface) ali WIMP (ki je lahko kratica za Windows, Icons, Menus, Pointers ali pa za Windows, Icons, Mouse, Pull-down menus).